# Zawiercie
Zawiercie er en by i voivodskabet Schlesien i det sydlige Polen med 51.748 indbyggere(2012). Byen ligger nær kilden Warta-flodens kilde. Byen har historisk været kendt under navnene Zaveyurchy, Zavertse, Zavirtcha og Zavyerche. Byen ligger ligger i den historiske region Lillepolen nær den historiske region Schlesien.